# 泰式英语
泰式英語（Tinglish）是指與泰語混合或受泰語影響很大的任何形式的英語。由於來自第一語言的語言干擾，它通常由母語為泰語的人製作。 與標準母語英語的不同之處在於發音、詞彙和語法。該術語是在 1970 年創造的，自出現以來已經提出了幾個替代術語。

## 特徵和例子
- 省略代詞
- 沒有係詞
- 使用現在時態 (present tense)時加上已經 (already)，與標準英語的過去時相反
- 冠詞和介詞的非標準使用或省略。
- 添加泰語語氣助詞，例如，我不知道 na (I don’t know na)
- any 和 every 可以互換使用
- 條件句的不同用法
- 不使用雙重否定
- 將第三人稱句的在動詞後的‘s’移動到主語上，變成”’s”，例如"He's talk too much" 而不是 "He talks too much"
- 省略介詞，例如“我等你”而不是“我會(will is omitted)等你”
- “Very much”和“very”可以互換使用，例如“我非常愛我的女兒” (I love my daughter very/very much)